# Райдинг
Райдинг (на немски: Raiding; на унгарски: Doborján, Доборян) е селище в Австрия.

## География
Разположен е близо до унгарската граница и унгарския град Шопрон в окръг Обенпулендорф на провинция Бургенланд. Население 836 жители към 1 април 2009 г.

## История
Райдинг е основан през 1425 г.

## Личности
Родени
- Ференц Лист (1811-1886), композитор
- Паул Иби (р. 1935), епископ